# Rem (Death Note)
 (mai 2024).
Rem (レム, Remu) est une shinigami à la peau blanche et est un personnage important du manga Death Note. Elle apparaît pour la première fois dans l'épisode 11 de l'anime et dans le chapitre 25 du manga.
Rem apparaît pour la première fois dans le but de rencontrer Amane Misa, afin de lui donner le death note du shinigami qui s'est sacrifié pour elle. Elle lui explique que pour tuer un shinigami, il faut qu'il tombe amoureux. C'est ce qui arrivera plus tard à Rem s'attacha de plus en plus a Misa et la sauvera en tuant L et Watari qui allaient découvrir qu'elle était le deuxième Kira et de ce fait, l'arrêter. Rem disparaît car elle a utilisé son Death Note pour rallonger la vie de Misa, et non réellement pour tuer, ce qui est interdit pour les Shinigami.

## Apparence
Rem est une femelle (malgré la traduction de l'épisode 16, « Light ne se souvient plus de lui »). Elle a un corps blanc squelettique d'une forme proche de celle de Ryuk en plus arrondi et sans vêtements. Ses cheveux sont faits de grosses mèches violettes. Ses yeux sont jaunes et l'un est caché sous un bandeau et sa bouche est large et violette, avec un maquillage particulier dessous. Elle porte également des boucles d'oreilles créoles en or. Son apparence est ainsi à mi-chemin entre le squelette et la momie.

## Caractère
Rem est une shinigami plutôt sérieuse et intelligente. Elle est assez taciturne et n'apprécie pas les humains, sauf Misa qu'elle aime sûrement, on apprend qu'elle tient une promesse à Jealous le dieu de la mort qui a sauvé Misa, qui est donc mort. Sa promesse est de protéger Misa : elle trouve tous les autres êtres humains hideux. C'est quelqu'un de très calme et elle sait garder son sang-froid dans n'importe quelle situation.

## Révélations
- Rem se trouve en possession d'un deuxième Death Note qu'elle a récupéré sur un Shinigami mort devant elle.
- C'est Rem qui écrira le nom de Lawliet (L) et celui de Watari dans le Death Note.
- Elle meurt en tuant Watari et L car elle rallonge la vie de Misa.